# Martín de la Jara
Martín de la Jara è un comune spagnolo di 2 746 abitanti situato nella comunità autonoma dell'Andalusia.